# 日本電気制御機器工業会
日本電気制御機器工業会（にっぽんでんきせいぎょききこうぎょうかい、NIPPON ELECTRIC CONTROL EQUIPMENT INDUSTRIES ASSOCIATION）は、電気制御機器産業を核とし、同機器の産業発展や標準化などの取り組みを行う団体である。略称は「NECA」（ネカ）。2025年5月30日に、団体名称を一般社団法人 日本電気制御技術工業会   （NIPPON ELECTRIC CONTROL TECHNOLOGY INDUSTRIES ASSOCIATION）に変更した。

## 概要
電気制御機器工業及び関連産業の業界団体。

### 沿革
1964年に任意団体として設立（発起人は、キムラ電機・和泉電気・国際電業・東京電気・東電社の5社）され、1993年に社団法人として認可、2012年に一般社団法人に移行。2025年5月30日に、団体名称を一般社団法人 日本電気制御技術工業会   （NIPPON ELECTRIC CONTROL TECHNOLOGY INDUSTRIES ASSOCIATION）に変更。

### 主な目的
電気制御機器産業を核として、会員企業、一般需要家への提言、啓発活動などを行うことにより、顧客視点に立った新たな需要を創造し、国民経済の発展に寄与すること。また、舞台を国内のみならず世界へと広げ、さまざまな産業分野における諸外国の団体や企業との交流を通じ、会員企業のグローバル化を支援すること。

### 所在地
東京都千代田区内神田3丁目23-5神田セブンビル9F

### 対象品目
電気制御機器を取り扱っている。主な品目は下記となっている。
- 制御用リレー
- 操作用スイッチ
- 検出用スイッチ
- PLC/FAシステム機器
- 制御用専用機器
- 安全制御機器

### 出版物
- 機関誌「seiden」(年4回発行)
- 「安全ガイドブック－製造現場における安全方策」
- 「防爆安全ガイドブック（設備安全のための防爆電気機器点検ガイド）」
- 「電気安全ガイドブック －直流電気システムの安全方策－」
- 「制御システムセキュリティ プログラマブル表示器 －現場導入編－」
- 「国際標準は自分で創れ！」

### 主催展示会
- IIFES（アイアイフェス）[3]  電機・計測産業を核とする産業界の最先端技術・情報が集うの展示会（隔年開催）。  一般社団法人 日本電機工業会（JEMA）、一般社団法人日本電気計測器工業会と共同主催

## 5ZERO マニュファクチャリング
NECAが目指すものづくりの将来像として「5ZERO マニュファクチャリング」を提唱している。日本のものづくりの強さである匠の技の進化や「PDCA」を重ねた改善とともに、IoT、ビッグデータ、AI、協調ロボットなどの技術的なイノベーションの活用により、Q・C・D・Sと設備保全の領域で、5つの「ZERO」が目指した、究極のものづくりの実現を推進している。
- Q（品質） Zero defect : 欠陥ゼロ
- C（コスト） Zero production loss : 生産ロスゼロ
- D（納期） Zero late delivery : 納期遅延ゼロ
- S（安全・セキュリティ） Zero accident : 事故ゼロ
- 設備保全 Zero downtime : 生産ライン停止ゼロ